# 陳銀河

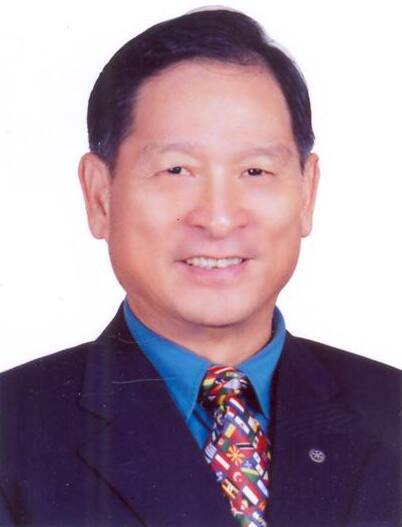
陳銀河（2005年）

陳銀河，台灣政治人物，中國文化大學工學士、研究所畢業，曾代表台灣團結聯盟任職全國不分區立法委員。

## 經歷
- 中華民國建築師公會全國聯合會理事長
- 中華民國內政部建築技術審議委員
- 台灣省建築師公會理事長
- 中華民國內政部都市計畫、區域計畫委員

## 外部連結
- 立法院 （页面存档备份，存于）